# 1493 Sigrid
Sigrid (asteróide 1493) é um asteróide da cintura principal com um diâmetro de 24,03 quilómetros, a 1,9386214 UA. Possui uma excentricidade de 0,2019274 e um período orbital de 1 382,83 dias (3,79 anos).
Sigrid tem uma velocidade orbital média de 19,11029788 km/s e uma inclinação de 2,58569º.
Esse asteróide foi descoberto em 26 de Agosto de 1938 por Eugène Delporte.